# Ipsi (Automobilhersteller)
Ipsi war ein französischer Hersteller von Automobilen.

## Unternehmensgeschichte
Das Unternehmen aus Asnières-sur-Seine begann 1920 mit der Produktion von Automobilen. Der Markenname lautete Ipsi. 1921 endete die Produktion.

## Fahrzeuge
Hergestellt wurden ausschließlich Cyclecars. Für den Antrieb sorgte ein Einbaumotor von Établissements Ballot mit 1100 cm³ Hubraum. Die Motorleistung wurde über ein Friktions- bzw. Reibradgetriebe an die Antriebsachse übertragen.